# 伦纳特·斯韦德贝里
伦纳特·斯韦德贝里（瑞典語：Lennart Svedberg，1944年2月29日—1972年7月29日），瑞典男子冰球运动员，场上位置是后卫。他曾代表瑞典国家队参加1968年冬季奥林匹克运动会冰球比赛，获得第4名。